# Caspar Matthias Rodde
Caspar Matthias Rodde, auch Kaspar Matthias Rodde (* 26. Augustjul. / 5. September 1689greg. in Narwa; † 5. Junijul. / 16. Juni 1743greg. ebenda)  war ein deutsch-baltischer evangelisch-lutherischer Geistlicher.

## Leben
Caspar Matthias Rodde entstammte dem in Narwa ansässigen Zweig der Lübecker Kaufmannsfamilie Rodde. Er war ein Sohn des Kaufmanns und Ältermanns Johann Rodde und dessen Frau Elisabeth, geb. Poorten. Beide Eltern starben früh. Als Fünfzehnjähriger überlebte er die Belagerung und das Massaker von Narva 1704 im Großen Nordischen Krieg. Von 1704 bis 1708 wurde er von Pastor Heinrich Brüningk unterrichtet. 1708 wurde er mit anderen Einwohnern nach Wologda deportiert. 1711 kam er nach Moskau in das Haus des Vorstehers der dortigen deutschen lutherischen Gemeinde, des in Halle ausgebildeten Unternehmers Peter Müller, wo er dessen Kinder unterrichtete. Seine besondere Begabung machte es ihm leicht, verschiedene Sprachen zu lernen. 
Rodde gehörte zu einer Gruppe von russischen Untertanen, die 1716 von Peter I. auf Einladung von August Hermann Francke zum Studium nach Halle an der Saale geschickt wurden. Ab Königsberg war der Orientalist Gottlieb Siegfried Bayer Teil ihrer Reisegruppe. Rodde machte Beyer tibetanische Dokumente zugänglich, die er von Gabriel dem Mongolen in Moskau erhalten hatte.  In Halle schloss sich Rodde dem Theologen und Slawisten Heinrich Milde (1676–1739) an; er beteiligte sich auch am Collegium Orientale Theologicum und lernte Arabisch bei Solomon Negri. Er selber gab seinen Mitstudenten, darunter Johann Heinrich Callenberg, Unterricht in russischer Sprache.
Nach Abschluss seiner Studien erhielt er 1719 die Berufung zum Cabinettprediger des russischen Generals Adam Adamowitsch Weide. Daraufhin wurde er im Juli 1719 in Magdeburg von Joachim Justus Breithaupt examiniert und ordiniert. Über Lübeck und Reval kam er nach St. Petersburg. Nach nur einem halben Jahr starb der General.

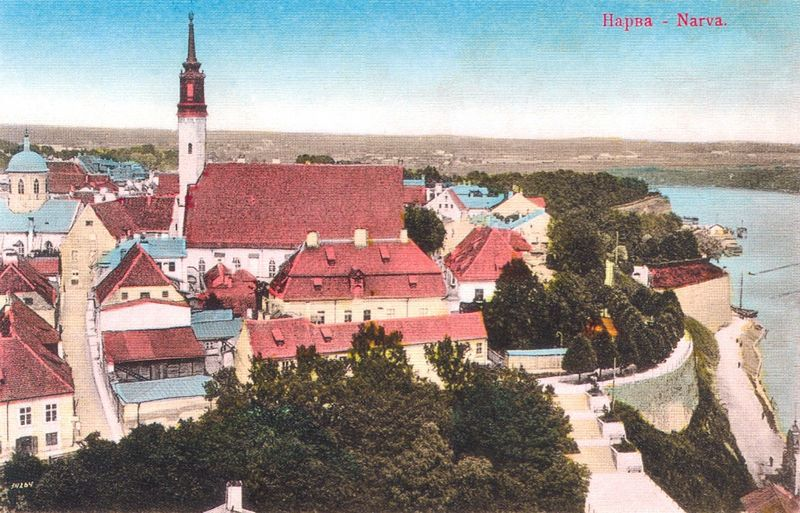
Die Johanniskirche in Narwa (Anfang 20. Jahrhundert)

Rodde wurde vom Magistrat der Stadt Narwa zum Pastor der deutschsprachigen lutherischen Gemeinde berufen und blieb hier bis an sein Lebensende. Ende 1732 erhielt seine Gemeinde die seit 1708 leerstehende Johannis-Kirche zugesprochen (zerstört 1944). Nach einer Renovierung konnte Rodde sie 1734 wieder einweihen.
Geprägt vom Halleschen Pietismus, entwickelte Rodde eine reiche Tätigkeit als Pastor, Übersetzer und Multiplikator. Er war Teil eines pietistischen Netzwerks im Russischen Reich und stand auch mit Vertretern der orthodoxen Kirche wie Theophan Prokopowitsch und Simon Kochanovskij in freundschaftlichem Kontakt. Zu seinen Übersetzungen ins Russische zählten der Kleine Katechismus Luthers, Johann Arndts Vier Bücher Von wahrem Christentum (fertiggestellt von Simon Todorski) und Franckes Anfang der christlichen Lehre. 1729 wurde er korrespondierendes Mitglied der Londoner Society for Promoting Christian Knowledge (SPCK). Von ihr erhielt er Bibeln und Traktate in russischer Sprache sowie auch in arabischer Sprache für persische Kriegsgefangene aus dem Russisch-Persischen Krieg (1722–1723) in Russland. Im Gegenzug lieferte Rodde Berichte aus den Weiten des Russischen Reichs bis hin nach Sibirien und der Mongolei nach London. Rodde wurde so zur Drehscheibe und zum wichtigsten Verbindungsglied der SPCK mit dem Russischen Reich. Im Gegensatz zu anderen Pastoren in den Ostseegouvernements war er Vertretern der Herrnhuter Brüdergemeine gegenüber aufgeschlossen und freundlich. 1734 erhielt er das ehrenvolle Angebot, Bischof der lutherischen Kirche von Ingermanland zu werden, lehnte diese Berufung aber mit Rücksicht auf seine Gesundheit ab.
In Narva bemühte sich Rodde um den Ausbau des Schulwesens. In der Schul- und Kirchenbibliothek von Narwa, die heute in der Estnischen Nationalbibliothek verwahrt wird, sind einige Werke aus seiner Bibliothek erhalten. Seine reichhaltige Privatbibliothek wurde nach seinem Tod versteigert. Von seiner umfangreichen Korrespondenz ist außer in Halle nichts erhalten geblieben.

## Familie
Caspar Matthias Rodde war dreimal verheiratet: zunächst ab 1721 mit Eva Maria Goette († 1727), dann mit Anna Elisabeth Kettlewel († 1734) und zuletzt mit Lucie Herbers († 1750).
Caspar Gottlieb/Theophil Rodde (* 1738), sein Sohn aus dritter Ehe, kam 1749 nach Halle an die Latina und ist 1755 noch als stud. med. in Halle nachgewiesen, während sein jüngerer Bruder Matthias Ulrich (* 1741) nach dem Studium der Theologie als cand. theol. nach Narva zurückkehrte und in den 1770er Jahren in Petersburg verstarb. Jacob Rodde (1723–1789), der als Sekretär des Rates und Übersetzer in Riga wirkte und eine russische Sprachlehre verfasste, war ein Sohn seines engen Verwandten (Cousin?) Caspar Adolf Rodde (1680–1731).

## Werke
- Nacalo Chrïstïanskago Ucenïja vo upotreblenïe i v polzu vsjakomu pravovernomu Chrïstïjaninu, naipace nevedajuscim i mnogo izustno ucitisja ne moguscim iz svjascennago pisanïja v kratce izobrazennoje. (= Anfang der christlichen Lehre zum Gebrauch für die ganz Unwissenden und Unfähigen Vieles zu lernen <russ.>) Manuskript Halle 1718 (Digitalisat)
- Nacalo Chrïstïanskago Ucenïja vo upotreblenïe i v polzu vsjakomu pravovernomu Chrïstïjaninu, naipace nevedajuscim i mnogo izustno ucitisja ne moguscim iz svjascennago pisanïja v kratce izobrazennoje (= Anfang der christlichen Lehre zum Gebrauch für die ganz Unwissenden und Unfähigen Vieles zu lernen <russ.>) Halle 1729 (Digitalisat m.w.N.)